# Camp militaire Soundiata-Keïta (Mali)

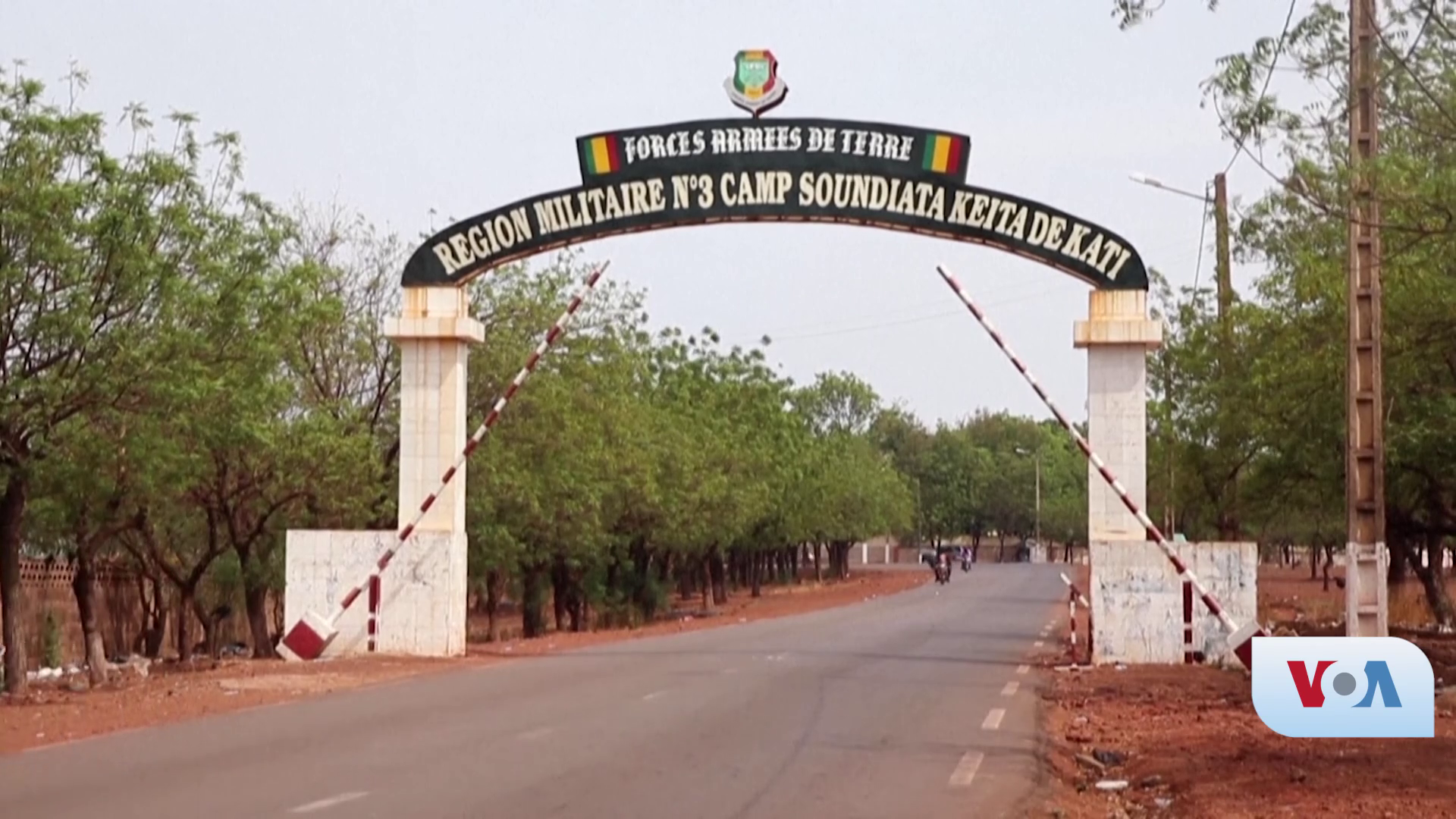
Eingangstor des Camp militaire Soundiata-Keïta.

Das Camp Militaire Soundiata-Keïta ist eine Militärbasis von Mali in der Stadt Kati.

## Einrichtungen
Die Garnisonsstadt verfügt über vier Regimenter zu je 2000 Mann: ein Infanterieregiment, ein Panzerregiment (35. Panzerregiment, 35e régiment blindé), ein Artillerieregiment und ein Transportregiment (régiment de transports et d’entretiens – RTE).
Der Generalstabschef der Streitkräfte (CEMGA, chef d’état-major général) und der Direktor für Ausrüstung, Treibstoffe und Transport der Streitkräfte (directeur du matériel, des hydrocarbures et du transport des armées) haben dort ihre Büros.
Außerdem befinden sich im Camp:
- ein Schulungszentrum[1]
- die Militärschule Prytanée militaire de Kati
- eine Poliklinik, erbaut mit Hilfen des libyschen Revolutionsführers Muammar al-Gaddafi. Ein Großteil der Kriegsverletzten werden dort behandelt.[1]

Die Soldaten wohnen direkt im Lager, mit einem Wohnheim für verheiratete Soldaten aller Dienstgrade und einem weiteren Quartier für alleinstehende Soldaten. Die meisten Häuser sind Behelfskonstruktionen aus Lehm oder rostigem Blech.